# Ервин (Тенеси)
Ервин (енгл. Erwin) град је у америчкој савезној држави Тенеси.

## Демографија
По попису из 2010. године број становника је 6.097, што је 487 (8,7%) становника више него 2000. године.
| Група             | 2000.         | 2010.         |
| Белци             | 5.433 (96,8%) | 5.695 (93,4%) |
| Афроамериканци    | 3 (0,1%)      | 9 (0,1%)      |
| Азијати           | 6 (0,1%)      | 4 (0,1%)      |
| Хиспаноамериканци | 112 (2,0%)    | 317 (5,2%)    |
| Укупно            | 5.610         | 6.097         |